# Sylvia de Neymet
Sylvia de Neymet Urbina (1938 - 13 de enero de 2003) fue una matemática y académica mexicana. Es considerada la primera doctora en Matemáticas en México, titulada por el Centro de Investigación y de Estudios Avanzados (Cinvestav) del Instituto Politécnico Nacional. 

## Obra
Sylvia fue una de las primeras mujeres en estudiar la disciplina, ya que en esa época se consideraba "poco femenina", sin embargo, recibió el respaldo de su padre (ingeniero) y su madre (feminista) para que realizara sus estudios. Al terminar la licenciatura, sin haberse titulado aún, recibió una beca para estudiar dos años en la Universidad de la Sorbona en París, Francia. A su regreso, obtuvo el grado de licenciatura en Matemáticas en 1961 por la Universidad Nacional Autónoma de México, con una tesis sobre ecuaciones diferenciales, dirigida por el matemático estadounidense Solomon Lefshetz.
Posteriormente, ingresó al Cinvestav, donde formó parte de la primera generación de estudiantes de posgrado, bajo la dirección del matemático mexicano Samuel Gitler. Obtuvo el grado en 1966, convirtiéndose en la primera mujer en recibir un doctorado en Matemáticas en el país, con una tesis en topología algebraica. Es considerada como una de las impulsoras de la Teoría de Grupos Topológicos de Transformaciones en México.
Sylvia también fue maestra de la primera generación de la Escuela Superior de Física y Matemáticas del IPN, además de convertirse en la primera mujer contratada como profesora de tiempo completo en la Facultad de Ciencias de la Universidad Nacional Autónoma de México. Dedicó más de 40 años de su vida a la docencia, donde dictó más de 50 cursos universitarios, dirigió tesis de licenciatura y maestría, y formó parte de la junta directiva de la Sociedad Matemática Mexicana.

## Reconocimientos
En 2010, el Paseo de la Mujer Mexicana, ubicado en Monterrey, Nuevo León, reconoció a una serie de científicas y académicas mexicanas, entre ellas, a Sylvia de Neymet.